# Paul Toes
Paul Toes (Apeldoorn, 14 december 1985) is een voormalig paralympisch sporter in de discipline rolstoelbasketbal. Op achttienjarige leeftijd heeft hij door een verkeersongeval in zijn woonplaats Ermelo blijvend letsel opgelopen aan zijn linker onderbeen. Na zijn revalidatie is hij gaan rolstoelbasketballen bij sc DeVeDo in Ermelo. In 2016 sloot hij zijn carrière af na zijn deelname aan de Paralympische Zomerspelen 2016 in Rio de Janeiro. 
Met BC Verkerk is hij meermaals Nederlands (beker)kampioen geworden.
Werkzaam als accountmanager bij stichting BEN (Basketball Experience NL).

## Persoonlijk
Hij is in 2012 afgestudeerd aan de Johan Cruijff Academie met specialisatie sportmanagement. 
Tot begin 2022 was hij eigenaar van paultoes.nl en verzorgt hij rolstoelbasketbalclinics voor scholen en het bedrijfsleven. Daarnaast verzorgt hij lezingen via SportSpeakers.

Toes is ambassadeur voor het Fonds Gehandicaptensporten en in 2018 was hij ambassadeur voor 'Gelderland sport onbeperkt’.

Bij de stichting BEN is hij in de rol van accountmanager verantwoordelijk voor de clinics.

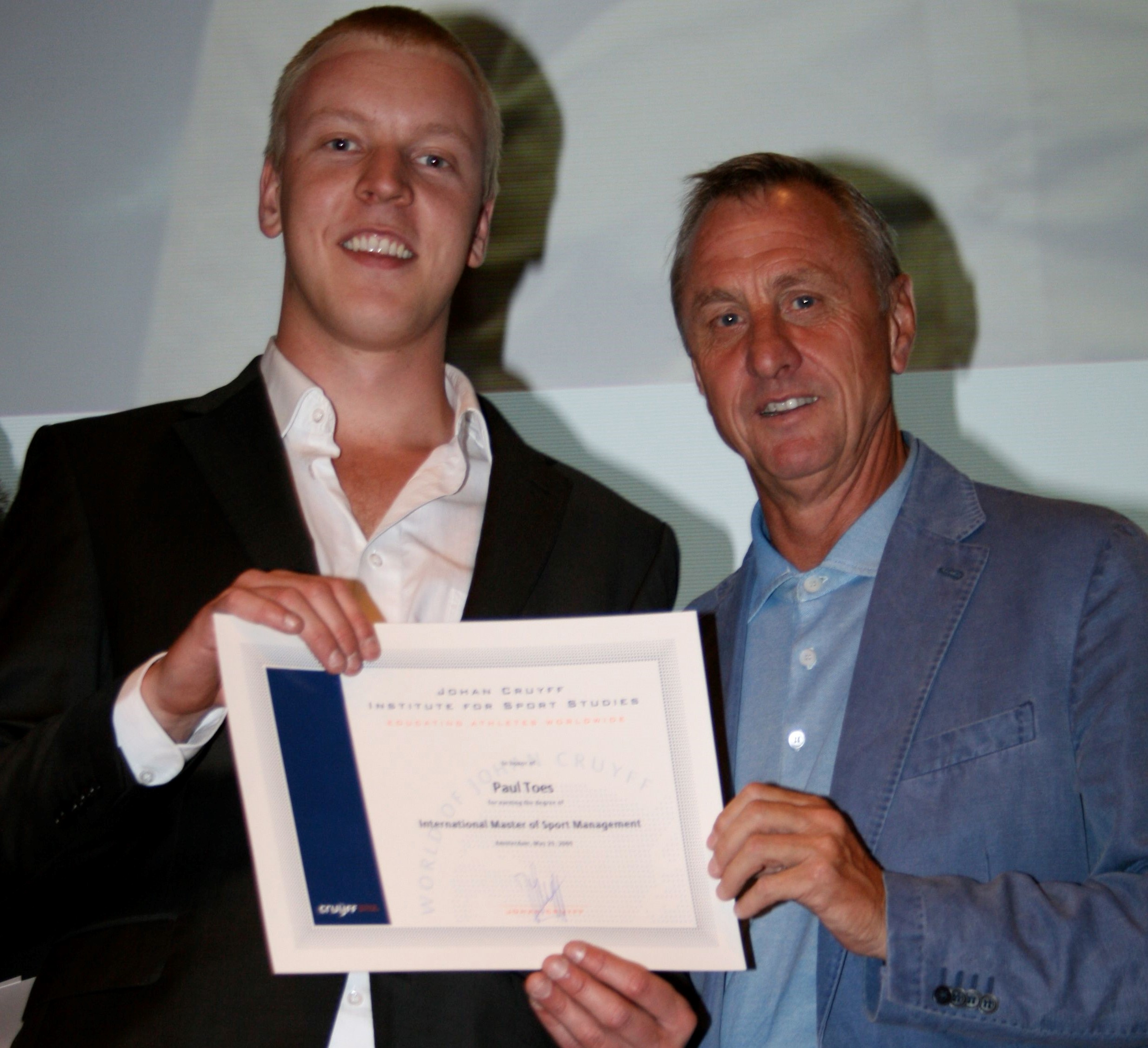
Diploma van Johan Cruijff

## Privé
Hij woont in Ermelo met partner Esther Santing (1988).

## Clubs
| Seizoen  | Club                    | Land      | Competitie |
| -------- | ----------------------- | --------- | ---------- |
| 2013/'15 | Köln 99ers              | Duitsland | Bundesliga |
| 2010/'13 | BC Verkerk, Zwijndrecht | Nederland | Eredivisie |
| 2008/'10 | RSC Osnabrück           | Duitsland | Bundesliga |
| 2005/'08 | sv Devedo, Ermelo       | Nederland | Eredivisie |

## Erelijst (selectie)
Nederlands rolstoelbasketbalteam
| Kampioenschap                   | 2016     | 2014        | 2013           | 2011          | 2010   | 2008      |
| ------------------------------- | -------- | ----------- | -------------- | ------------- | ------ | --------- |
| Paralympische Spelen            | 7e / Rio |             |                |               |        |           |
| Wereldkampioenschap             |          | 15e / Seoul |                |               |        |           |
| Europees kampioenschap          |          |             | 7e / Frankfurt | 8e / Nazareth |        |           |
| Europees kampioenschap B Landen |          |             |                |               | / Brno |           |
| Pre-olympisch toernooi          |          |             |                |               |        | / Beijing |

Rolstoelbasketbal in clubverband
| Club (periode)           | Jaar | Competitie | Bekertoernooi |
| ------------------------ | ---- | ---------- | ------------- |
| BC Verkerk (2010 / 2013) | 2011 | Goud       |               |
| BC Verkerk (2010 / 2013) | 2012 | Goud       | Goud          |
| BC Verkerk (2010 / 2013) | 2013 | Goud       | Goud          |